# 山本粂吉
山本 粂吉（やまもと くめきち、1893年（明治26年）7月25日 - 1974年（昭和49年）2月17日）は、日本の政治家、弁護士。旧姓は瀬尾。

## 来歴
茨城県新治郡小幡村（現石岡市）に茨城県士族瀬尾由三郎の息子として生まれた。絶家となっていた山本家の家督を継ぎ、台湾公学校教諭を務めた後に明治大学法科専門部を卒業。弁護士となって東京弁護士会副会長や司法省委員を歴任する傍ら、台湾の板橋林家の法律顧問にもなっている。
1936年の第19回衆議院議員総選挙に旧茨城3区から立憲民政党公認で立候補し当選。政党解消後の翼賛選挙では翼賛政治体制協議会の推薦候補として当選。翼賛議会においては戦時刑事特別法改正法律案委員会の理事を務めた。戦後は幣原内閣の大蔵参与官を務め、日本進歩党の結党に参加したが、翼賛選挙の推薦候補だったため公職追放された。
追放解除後は改進党公認で1952年の第25回衆議院議員総選挙に立候補し当選、政界に返り咲いた。改進党党務委員長を務めたが、翌1953年の第26回衆議院議員総選挙では落選。1955年の第27回衆議院議員総選挙では日本民主党公認で当選した。改進党・民主党・自由民主党内では大麻唯男・宮沢胤勇・野田武夫・小泉純也・浜野清吾・真鍋儀十・中村庸一郎ら旧民政党系右派の政治家が結集した大麻派に属し、大麻の死後、他の大麻派のメンバーとともに岸派に合流。1958年の第28回衆議院議員総選挙と1960年の第29回衆議院議員総選挙には自民党公認で立候補するがともに落選し、政界から引退した。
戦前に3回、戦後に2回、通算5回総選挙に当選した。塩増産本部参与、裁判官弾劾裁判所第一代理裁判長、衆議院内閣委員長等を歴任した。1974年2月17日、80歳で死亡。

## 人物
趣味は野球。宗教は日蓮宗。
出身地にある石岡市立小幡小学校の校歌の作詞を手掛けている。

## 家族・親族
山本家
東京市豊島区雑司ヶ谷町
- 妻[3]

1892年 -
- 男[3]
- 女[3]

## 著書
- 『わが生涯の回顧』（山本粂吉事務所、1966年11月）